# Dignatroides leptosoma
Dignatroides leptosoma es una especie de crustáceo isópodo marino de la familia Gnathostenetroididae.

## Distribución geográfica
Es endémica de las islas Canarias (España).